# Заречный, Олег Викторович
Оле́г Ви́кторович Заре́чный (род. 26 июня 1979, Алма-Ата) — казахстанский футболист, полузащитник, бывший игрок национальной сборной Казахстан по пляжному футболу. Брат Константина Заречного.

## Карьера
До перехода в пляжный футбол играл за павлодарский клуб «Иртыш».

#### Матчи и голы
Матчи и голы за сборную
| Матчи за сборную Казахстана | Матчи за сборную Казахстана | Матчи за сборную Казахстана | Матчи за сборную Казахстана | Матчи за сборную Казахстана | Матчи за сборную Казахстана | Матчи за сборную Казахстана |
| --------------------------- | --------------------------- | --------------------------- | --------------------------- | --------------------------- | --------------------------- | --------------------------- |
| №                           | Дата                        | Соперник                    | Счёт                        | Голы                        | Соревнование                |                             |
| 1                           | 11 июля 2010                | Франция                     | 1:5                         | -                           | Квалификация ЧМ-2011        |                             |
| 2                           | 12 июля 2010                | Чехия                       | 2:8                         | 1                           | Квалификация ЧМ-2011        |                             |
| 3                           | 13 июля 2010                | Азербайджан                 | 2:9                         | -                           | Квалификация ЧМ-2011        |                             |

Итого: 3 матча / 1 гол; 0 побед, 3 поражения.
(откорректировано по состоянию на 1 сентября 2018 года)

## Достижения
Большой футбол
- Чемпион Казахстана: 1999
- Обладатель Кубка Казахстана: 1997/98

Пляжный футбол
- Чемпион Казахстана: 2008, 2009, 2010, 2012, 2014, 2015, 2016
- Обладатель Кубка Казахстана: 2008, 2014, 2016